# Santi Cuquejo
Santiago Cuquejo Rivero (Orense, 16 de abril de 1992), conocido como Santi Cuquejo, es un actor de cine, teatro y televisión español.
Es conocido por sus papeles en películas y series como El club de los incomprendidos (2014), Serramoura (2016), O sabor das margaridas (El sabor de las margaritas, Bitter Daisies,) 2018), Do dereito e do revés (2019), Néboa (2019) o Señor, dame paciencia (2021).

## Biografía
Santiago Cuquejo Rivero nació el 16 de abril de 1992 en Orense, Galicia en el seno de una familia no cercana al ámbito de la interpretación, salvo por su abuela materna, Rosa, que lo marcó profundamente en sus inquietudes artísticas. Vivió en la ciudad de Pontevedra, coincidiendo con sus estudios de Publicidad y Relaciones públicas hasta que en 2012 se traslada a Vigo para entrar en la Escuela Superior de Arte Dramático de Galicia. En 2016 se muda a Madrid por cuestiones profesionales, desde donde ha desarrollado su carrera a caballo entre la capital y Galicia.
Es graduado de la Escuela Superior de Arte Dramático de Galicia, además de diversa formación con especialistas como Karmele Aranburu, Lorena García de las Bayonas o Yolanda Venga.

## Trayectoria
Comenzó a hacer teatro a los 12 años en su Orense natal en la compañía Grupo Tarumba Teatro, casi siempre bajo la dirección de Tito Asorey. En el año 2006, representó la obra Remanente, dirigida por Tito Asorey, que fue premiada con el Premio Buero Vallejo (2007), en la IV edición de los premios. En el año 2007, representó la obra Mort, dirigida por Tito Asorey,  que fue premiada con el Premio Buero Vallejo (2008), en la V edición de los premios. En el año 2009, representó la obra Don Juan, dirigida por Tito Asorey, y con Melania Pérez Cruz como ayudante de dirección, junto con el actor Chechu Salgado entre otros miembros del reparto, que fue premiada con el Premio Buero Vallejo (2010), en la VII edición de los premios.
En 2014 comienza tímidamente su carrera filmográfica con la participación en El club de los incomprendidos, ampliándose con papeles principales en series como El sabor de las margaritas, Néboa o Do dereito e do revés y consolidándose con papeles protagonistas como el de Señor, dame paciencia, en 2021.
Mientras tanto, la carrera teatral corre sin abandonarla desde sus principios, alcanzando papeles protagonistas en producciones como Karelu (Os Náufragos teatro, 2019-2022) o Semente de Nós (Sarabela Teatro, 2021).

## Filmografía

### Cine
| Año  | Título                        | Papel  | Producción         | Dirección      |
| ---- | ----------------------------- | ------ | ------------------ | -------------- |
| 2014 | El club de los incomprendidos | Alumno | Bambú Producciones | Carlos Sedes   |
| 2019 | VACÍO                         |        |                    | Carlos Jiménez |
| 2019 | María Solinha                 |        | Vía Láctea films   | Ignacio Vilar  |
| 2020 | Contando Ovejas               |        | Aquí y allá films  | José Corral    |

### Televisión
| Año  | Título                 | Papel  | Producción                   | Dirección                                 |
| ---- | ---------------------- | ------ | ---------------------------- | ----------------------------------------- |
| 2014 | Luci                   |        | TVG - Portocabo Producciones | Antonio López                             |
| 2016 | Serramoura             | Bieito | TVG - Voz Audiovisual        | Jorge Saavedra, Manuel Espiñeira          |
| 2016 | Centro Médico          |        | TVE - Zebra Producciones     | Eva Bermúdez                              |
| 2017 | Fontealba              |        | TVG - Atlántida Media        | Jesús Font, Gerardo Rodríguez             |
| 2018 | O Sabor das Margaridas | David  | TVG - Netflix                | Miguel Conde                              |
| 2019 | Do dereito e do revés  |        | TVG - El Correo Gallego      | Manuel Espiñeira                          |
| 2019 | Néboa                  | Turco  | TVG - Voz Audiovisual        | Gonzalo López, Manu Gómez, Jorge Saavedra |
| 2021 | Señor, dame paciencia  | Pablo  | DLO Magnolia - Atresmedia    |                                           |
| 2021 | Dos Vidas              |        | Bambú Producciones           |                                           |

### Teatro
| Año  | Título                                           | Producción                                                   | Dirección           |
| ---- | ------------------------------------------------ | ------------------------------------------------------------ | ------------------- |
| 2005 | Ubú Rei                                          | Teatro Tarumba                                               | Tito Asorey         |
| 2006 | Remanente                                        | Teatro Tarumba                                               | Tito Asorey         |
| 2007 | Mort                                             | Teatro Tarumba                                               | Tito Asorey         |
| 2008 | PCH2                                             | Teatro Tarumba                                               | Tito Asorey         |
| 2009 | Don Juan                                         | Teatro Tarumba                                               | Tito Asorey         |
| 2012 | Os Suicidas                                      |                                                              | Anxo Lourido        |
| 2015 | Don Giovanni, un canovaccio relixioso-fantástico |                                                              | Nando Llera         |
| 2015 | Lavar, marcar e enterrar                         |                                                              | Pedro Sancho        |
| 2016 | O Conto de Inverno                               | Centro Dramático Galego - MIT (Rivadavia) - Teatro Aveirense | Marcos Barbosa      |
| 2017 | Wish you where here                              | RESAD                                                        | Tamara Gutiérrez    |
| 2017 | Pantone                                          | Os Náufragos teatro                                          | Gus del Río         |
| 2017 | Eras de la felicidad                             | ETC                                                          | Jesús Rubio         |
| 2019 | Karelu                                           | Os Náufragos teatro                                          | Gus del Río         |
| 2021 | Límites                                          | Perseide                                                     | José Antonio Valera |
| 2021 | Semente de Nós                                   | Sarabela Teatro - Ollo Vivo                                  | Ánxeles Cuña        |

## Premios y nominaciones

### Premios Buero Vallejo
| Año  | Categoría                                       | Por       | Resultado | Ref.   |
| ---- | ----------------------------------------------- | --------- | --------- | ------ |
| 2010 | Mejor montaje/producción/representación teatral | Don Juan  | Ganadores | [ 10 ] |
| 2008 | Mejor montaje/producción/representación teatral | Mort      | Ganadores | [ 11 ] |
| 2007 | Mejor montaje/producción/representación teatral | Remanente | Ganadores | [ 3 ]  |